# Szuan
Szuan (hangul: 수안군, Szuan-kun, handzsa: 遂安郡, RR: Suan-kun, ’megvalósított biztonság’) megye Észak-Koreában, Észak-Hvanghe (Hwanghae) tartományban. Kogurjo (Goguryeo) idején a Koszoo (고소어; 古所於, Kosoŏ) és a Csangsze (장새; 獐塞, Changsae) nevet viselte. Mai nevét a Korjo (Goryeo) időszak elején nyerte el. Első ízben 1417-ben emelték megyei rangra.

## Földrajza
Északról Jonszan (Yŏnsan) és Sinphjong (Sinp'yŏng), keletről Kokszan (Koksan), délről Singje (Sin'gye), nyugatról Jonthan (Yŏnt'an) és Szohung (Sŏhŭng) határolja.
Legmagasabb pontja az 1278 méter magas Tegakszan (대각산; 大角山, Taegaksan).

## Közigazgatása
1 községből (up (ŭp)), 17 faluból (ri (ri)) és 1 munkásnegyedből (rodongdzsagu (rodongjagu)) áll:
| - Szuan-up (수안읍; 遂安邑, Suan-ŭp) - Namdzsong-rodongdzsagu (남정로동자구; 南亭勞動者區, Namjŏng-rodongjagu) - Todzson-ri (도전리; 島田里, Tojŏn-ri) - Rjongpho-ri (룡포리; 龍浦里, Ryongp'o-ri) - Rjonghjon-ri (룡현리; 龍峴里, Ryonghyŏn-ri) - Szanbuk-ri (산북리; 山北里, Sanbuk-ri) - Szangdok-ri (상덕리; 上德里, Sangdŏk-ri) - Szophjong-ri (서평리; 西坪里, Sŏp'yŏng-ri) - Szokkjo-ri (석교리; 石橋里, Sŏkkyo-ri) - Szoktam-ri (석담리; 石潭里, Sŏktam-ri) | - Szonggjo-ri (성교리; 星橋里, Sŏnggyo-ri) - Szudok-ri (수덕리; 水德里, Sudŏk-ri) - Sinde-ri (신대리; 新垈里, Sindae-ri) - Okcshi-ri (옥치리; 玉峙里, Okch'i-ri) - Csvaü-ri (좌위리; 佐位里, Chwawi-ri) - Csugjong-ri (주경리; 周耕里, Chugyŏng-ri) - Cshonam-ri (천암리; 泉岩里, Ch'ŏnam-ri) - Csholszan-ri (철산리; 鐵山里, Ch'ŏlsan-ri) - Phjongvon-ri (평원리; 坪院里, P'yŏngwŏn-ri) |

## Gazdaság
Szuan (Suan) megye gazdasága textil- és szövőiparra, zöldségtermesztésre és élelmiszeriparra épül.

## Oktatás
Szuan (Suan) megye egy mezőgazdasági főiskolának, 23 általános és 23 középiskolának ad otthont.

## Egészségügy
A megye számos egészségügyi intézménnyel rendelkezik, köztük 1 megyei és számos helyi kórházzal.

## Közlekedés
A megye közutakon a szomszédos helységek felől közelíthető meg. A megye vasúti kapcsolatokkal nem rendelkezik.